# Frank van Bakel
Frank van Bakel (Deurne, 4 december 1958) is een Nederlands voormalig veldrijder die succesvol was in de jaren '80 en jaren '90 van de twintigste eeuw. In het seizoen 1983-'84 werd hij derde op het WK Veldrijden bij de amateurs.

## Belangrijkste overwinningen
1979
- Nationaal kampioen veldrijden militairen

1984
- Schulteiss-Cup (veldrit)
- Nationaal kampioen veldrijden amateurs

1988
- Veldrit Valkenswaard

1991
- Nederlands kampioen MTB